# Chorazin
Chorazin was een stad ten noordwesten van het Meer van Galilea. Jezus sprak een streng oordeel uit over de stad. Bij opgravingen ter plaatse heeft men ruïnes gevonden van een synagoge met versieringen die ongewoon waren bij de Joden.